# ミドリハチドリ
ミドリハチドリ（Colibri thalassinus）は、鳥綱アマツバメ目（ヨタカ目とする説もあり）ハチドリ科アオミミハチドリ属に分類される鳥類。 

## 分布
ニカラグア、メキシコ、グアテマラ、ホンジュラス、エルサルバドル、ボリビア、コロンビア、コスタリカ、エクアドル、パナマ、ペルー、ベネズエラ、アルゼンチンの、標高1,200-3,000mの地域に分布している。

## 形態
体長は10.5-11.5cmである。
羽毛は全体的に青緑である。尾羽の形は角尾で、青みがかった黒色の帯が入っている。

## 分類
BirdLife Internationalでは2016年の時点で本種にC. cyanotusを含め、中央アメリカから南アメリカまでの広域に分布する種（広義の本種。和名ミドリハチドリ。英名Green violetear。）としている。一方で2019年の時点でClements Checklist (v2019)・2020年の時点でIOC World Bird List (v10.1)では本種からC. cyanotusを分割し、メキシコからニカラグア中北部にかけてのみ分布するという説（狭義の本種。英名Mexican violetear）を採用している。
以下の分類・分布は、IOC World Bird List (v10.1)に従う。
- Colibri thalassinus（Swainson, 1827）Mexican violetear

メキシコからニカラグア中北部
- Colibri cyanotus（Bourcier, 1843）Lesser violetear
  - Colibri cyanotus cyanotus（Bourcier, 1843）

エクアドル、コロンビア、ベネズエラ北西部
- Colibri cyanotus cabanidis（Heine, 1863）

コスタリカ、パナマ西部
- Colibri cyanotus crissalis Todd, 1942

ペルーからボリビア
- Colibri cyanotus kerdeli Aveledo & Perez, 1991

ベネズエラ北東部

## 生態
主に亜熱帯の森林に生息している。低木地、牧草地や農耕地にも生息している。
主に花の蜜を摂食し、昆虫はほとんど摂食しない。
繁殖期はメキシコで7月から11月、エルサルバドルでは9月から1月、コスタリカでは10月から3月、コロンビアでは3月から8月である。コケや葉、クモの網、枝で巣を作り白い卵を5個ほど産む。孵化までは15-16日かかる。

## 人間との関係
1987年に、ハチドリ科単位でワシントン条約附属書IIに掲載されている。